# Franz Xaver Kappus
Franz Xaver Kappus (* 17. Mai 1883 in Temesvár, Königreich Ungarn, Österreich-Ungarn; † 8. Oktober 1966 in Berlin) war ein österreichischer Schriftsteller und Journalist.

## Leben
Franz Xaver Kappus besuchte in seiner Heimatstadt Temesvár von 1894 bis 1898 die Oberrealschule und von 1898 bis 1902 die Kadettenschule. Auf Wunsch seines Vaters absolvierte er von 1902 bis 1905 die Militärakademie Wiener Neustadt und erhielt 1905 den Leutnantsgrad. Zwei Jahre zuvor hatte er den bis 1908 währenden Briefwechsel mit Rainer Maria Rilke begonnen, den er später, im Jahr 1929, als Briefe an einen jungen Dichter im Leipziger Insel Verlag herausgab. In den darauffolgenden Jahren war Kappus als Offizier in Wien, Pressburg, Dalmatien und anderen Orten der k.u.k. Monarchie tätig. In dieser Zeit schrieb er Gedichte, Humoresken, Sketche, die in Zeitungen und Zeitschriften in Wien, München und Berlin veröffentlicht wurden. 1911 war er im Literarischen Büro des k.u.k. Kriegsministeriums beschäftigt und redigierte die Zeitschrift Militärische Rundschau in Wien. 1914 musste Kappus an die Ostfront, wo er einen Lungenschuss erhielt und ins Lazarett eingeliefert wurde. 1916 heiratete er in Stuttgart seine Krankenpflegerin Alexandra von Malachowska. Ab 1917 war er als Schriftleiter der Belgrader Nachrichten tätig, wo er Kollege von Otto Alscher war. 1918 erhielt er das Ritterkreuz des Franz-Joseph-Ordens und kam im Herbst desselben Jahres nach Temesvár.
Um seinen Lebensunterhalt zu bestreiten, begann Kappus sich journalistisch zu betätigen. 1919 begann er beim Banater Tagblatt, 1922 wechselte er zu der liberalen Temesvarer Zeitung und 1923 wurde er Banater Korrespondent der deutschsprachigen Zeitung Bukarester Presse. In dieser Zeit veröffentlichten die genannten Zeitungen etwa 60 Beiträge von Kappus. Er betätigte sich als Rezensent der deutschen, rumänischen und ungarischen Literatur, pflegte Beziehungen zu siebenbürgisch-sächsischen Autoren und begleitete publizistisch die Unternehmungen des deutschsprachigen Theaters. Bei einer Zeitungsumfrage wurde er bei den Lesern als drittpopulärste Persönlichkeit der Stadt gekürt. Timișoara nahm den wichtigsten Platz in seiner thematisch breit gefächerten journalistischen Tätigkeit ein. Das Bild Timișoaras und seiner Bewohner schilderte er durch zahllose Beiträge in der Zeit zwischen 1919 und 1925, als er dort lebte und wirkte und als Mitarbeiter der Temesvarer Zeitung tätig war. Nach fünfjährigem Aufenthalt nahm Franz Xaver Kappus 1925 Abschied von Timișoara. 
1918 erschien im Berliner Ullstein-Verlag sein Roman Die lebenden Vierzehn, 1922 sein Roman Der Rote Reiter, der 1923 verfilmt wurde. 1925 übersiedelte Kappus nach Berlin, wo er beim Ullstein-Verlag eine Lektorenstelle annahm. Mehrfach berichtete er, wie er den Berlinern, die ihn für einen Wiener hielten, klarzumachen versuchte, dass er eigentlich ein Banater aus Timișoara sei. Seinem Berliner Bekanntenkreis erzählte er bis zur Erschöpfung vom Ungarnkönig Karl Robert von Anjou, von den Türkenkriegen und Prinzen Eugen, vom Strandbad von Timișoara, von der Schwäbischen Volksgemeinschaft und anderen Banater Belangen. Zwischen 1925 und 1933 veröffentlichte er ein Dutzend Berliner Beiträge in der Temesvarer Zeitung. 1926 wurde sein Roman Die Frau des Künstlers verfilmt. 
Im Juni 1945 war Kappus einer der Gründungsmitglieder der Liberal-Demokratischen Partei Deutschlands (LDPD). Nach einer Schaffenspause im Zweiten Weltkrieg publizierte er seit Kriegsende wieder in Berliner Verlagen, so 1946 im Aufbau-Verlag Der abenteuerliche Simplicissimus, eine Grimmelshausen-Bearbeitung, und 1949 im Tempelhofer Druckhaus den Roman Flucht in die Liebe über den antinazistischen Widerstand. Auch meldete er sich bei der Temesvarer Zeitung zurück. Beim Ullstein-Verlag wirkte Kappus bis zu seiner Pensionierung 1960 als ständiger Mitarbeiter und Verlagsschriftsteller. Franz Xaver Kappus starb 1966 im Alter von 83 Jahren in Ost-Berlin.

## Werke
- Im mohrengrauen Rock. Kadettenskizzen, Wien 1903
- Die Frau Marquise. Komische Oper nach V. Leon, 1908
- Der Lieblingskönig. Komödie, 1912 (mit K. Robitschek)
- Ihr Bild. Einakter, 1912 (mit K. Robitschek)
- Ha! Welche Lust… Militärsatiren, Wien 1912
- Durchs Monokel. Militärsatiren, Wien und Leipzig 1913
- Blut und Eisen. Kriegsnovellen, Stuttgart 1916
- Das neue Gold. Zeitsatire, 1913 (mit Siegfried Geyer)
- Die lebenden Vierzehn, Roman, Berlin 1918
- Die Peitsche im Antlitz. Geschichte eines Gezeichneten, Roman, Berlin 1918
- Der rote Reiter, Roman, Berlin 1922 (1923 und 1935 verfilmt)
- Der Mann mit den zwei Seelen, Roman, Berlin 1924
- Der Milliardencäsar, Roman, Berlin 1925
- Der Tod im Rennwagen, Roman, Berlin 1925
- Das vertauschte Gesicht, Roman, Berlin 1925
- Der Ball im Netz, Roman 1927
- Yacht Estrella verschollen, Roman, Berlin 1928
- Die Frau des Künstlers Oldenburg, 1928
- Rainer Maria Rilkes Briefe an einen jungen Dichter, Inselverlag Leipzig 1929 (Hrsg.)
- Martina und der Tänzer, Roman, Berlin und Wien 1929
- Sprung aus dem Luxuszug, Roman, Berlin 1929
- Eine Nacht vor vielen Jahren, Roman, Berlin 1930
- Menschen von abseits. Novellen, Temeswar 1930
- Der Hamlet von Laibach, Roman, Berlin 1931
- Die Tochter des Fliegers, Roman, Berlin 1935
- Wettlauf ums Leben, Roman 1935
- Brautfahrt um Lena, Roman 1935
- Eine Yacht ist gesunken, Roman, Berlin 1936
- Was ist mit Quidam, Roman 1936
- Sie sind Viotta! Roman, Berlin 1937
- Flammende Schatten, Roman, Berlin 1941
- Flucht in die Liebe, Roman, Berlin 1949

## Drehbuchautor
- 1923: Der rote Reiter
- 1926: Die Frau in Gold
- 1926: Les voleurs de gloire
- 1935: Der rote Reiter (Neuverfilmung)
- 1944: Der Mann, dem man den Namen stahl